# Seconde guerre crétoise
La seconde guerre crétoise est un conflit qui oppose les cités de Crète à Rhodes de 155 à 153 av. J.-C.
À l'issue de la première guerre crétoise en 200, les cités de Crète furent placées sous le contrôle de Rhodes afin de lutter contre les raids des pirates crétois contre les navires marchands, en particulier rhodiens.
Peu de détails nous sont parvenus à propos de ce conflit. Mais la menace de la piraterie crétoise semble être de nouveau la cause du conflit. Il semble que Crétois et Rhodiens se soient affrontés au moins lors d'une bataille navale, que les Rhodiens auraient perdu. Les Rhodiens, une nouvelle fois, cherchèrent l'appui et l'intervention de la République romaine, qui servit de médiatrice entre les deux puissances.